# Ivodea lanceolata
Ivodea lanceolata là một loài thực vật có hoa trong họ Cửu lý hương. Loài này được Rabariman., Rakotonir., Phillipson & Lowry mô tả khoa học đầu tiên.